# Villanázar
Villanázar ist ein nordwestspanischer Ort und eine Gemeinde (municipio) mit nur noch 249 Einwohnern (Stand: 2024) im Süden der Provinz Zamora in der Autonomen Gemeinschaft Kastilien-León. Neben dem Hauptort Villanázar gehören die Ortschaften Mózar und Vecilla de Trasmonte zur Gemeinde. 

## Lage und Klima
Villanázar liegt am westlichen Rand der Kastilischen Hochebene (Meseta Iberica) in einer Höhe von ca. 705 m. Der Tera begrenzt die Gemeinde im Westen. Die Provinzhauptstadt Zamora ist gut 55 Kilometer (Fahrtstrecke) in südlicher Richtung entfernt. 
Das gemäßigte Kontinentalklima wird nur selten vom Atlantik beeinflusst.

## Bevölkerungsentwicklung
| Jahr      | 1970 | 1981 | 1991 | 2001 | 2011 | 2021 |
| Einwohner | 590  | 461  | 422  | 378  | 339  | 273  |

## Sehenswürdigkeiten
- Bartholomäuskirche in Villanázar
- Julianuskirche in Mózar

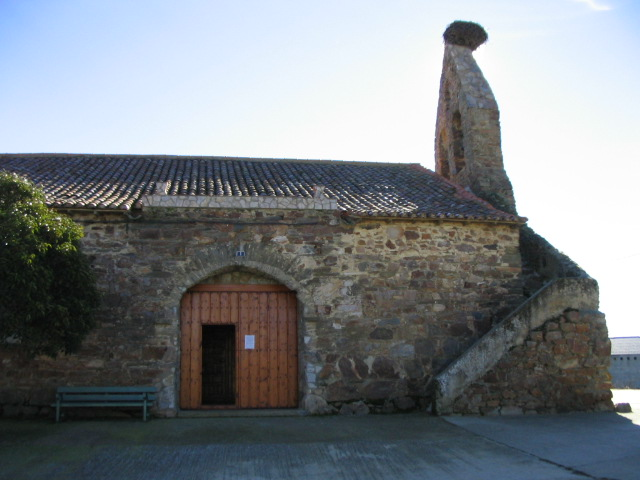
Bartholomäuskirche
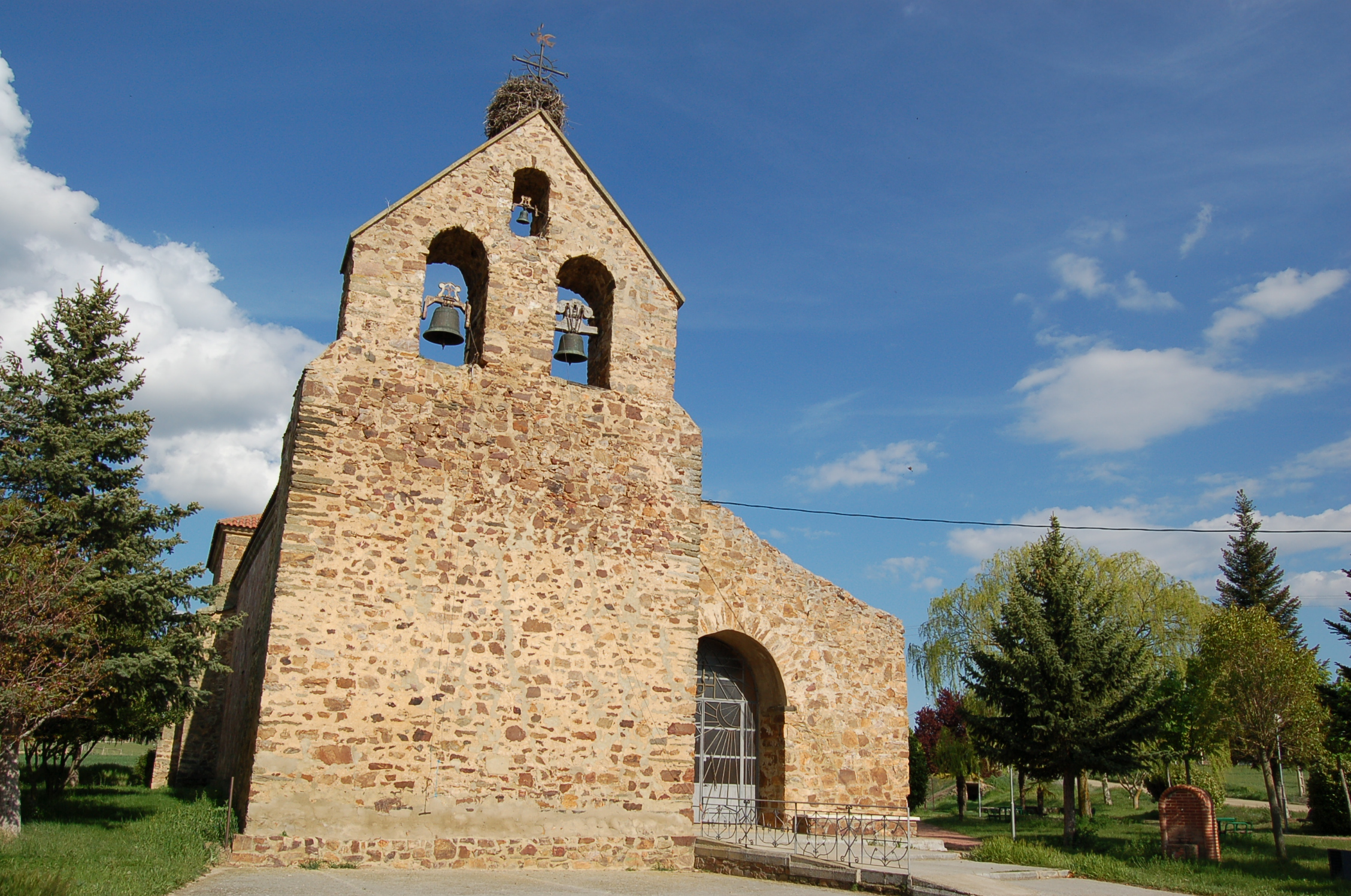
Julianuskirche